# Уфимская улица (Санкт-Петербург)
Уфи́мская у́лица — улица в Петроградском районе Санкт-Петербурга. Проходит от улицы Профессора Попова до улицы Академика Павлова.

## История
Улица впервые появилась на картах города в начале XX века, начиналась от нынешней улицы Чапыгина (тогда Вологодской) и была названа по городу Уфе. Затем часть территории улицы попала под застройку режимного предприятия НИИ «Вектор», другая часть — под свалки и гаражи.
Из перечня улиц и с карт Санкт-Петербурга Уфимская улица исчезла в 1930—1940-е годы и была снова восстановлена в 2003 году во время подготовки к 300-летию Санкт-Петербурга. В 2008 году улица была продлена до улицы Профессора Попова.

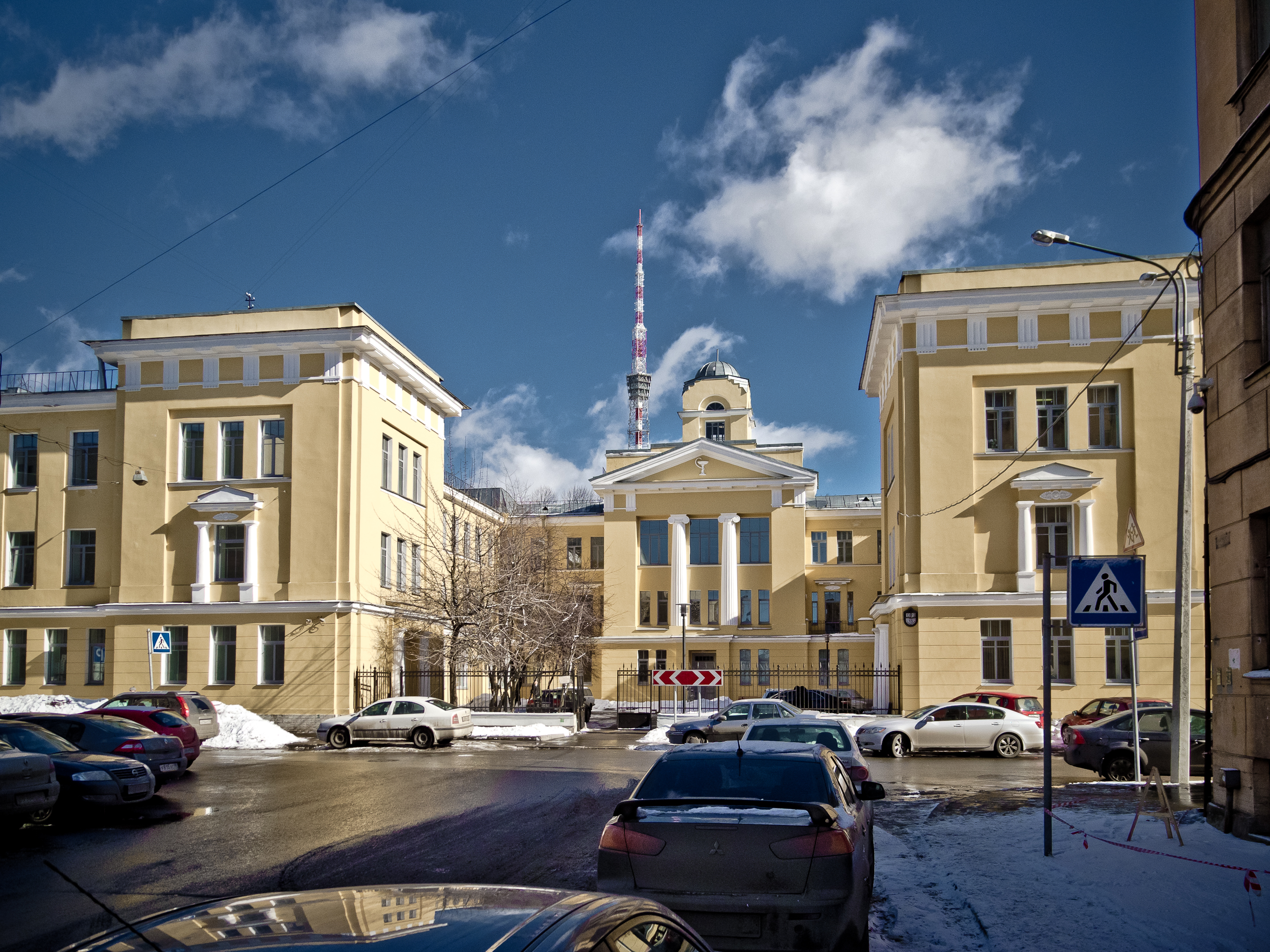
Детская психиатрическая больница. Улица Чапыгина, дом 13А

На Уфимской улице юридически не расположено ни одного дома (все прилегающие к улице здания имеют адреса: улица Чапыгина 6А, 6П; улица Академика Павлова 6 А и др.).

## Пересечения
- улица Профессора Попова
- улица Чапыгина
- улица Академика Павлова